# Osvaldo Piana Filho
Osvaldo Piana Filho (Porto Velho, 27 de fevereiro de 1949) é um médico e político brasileiro filiado ao Progressistas (PP).
Foi eleito deputado estadual pelo PDS em 1982 e reeleito pelo PFL em 1986 chegando ao posto de presidente da Assembleia Legislativa de Rondônia entre 1989/1991. Em 1990, foi candidato a governador de Rondônia pelo PTR ficando em 3° lugar no 1° turno.
Piana Filho foi o primeiro governador do estado de Rondônia nascido no território do estado.
Com a morte do candidato Olavo Pires, concorreu no 2° turno vencendo o candidato Valdir Raupp do PRN. Em 2002, foi derrotado na disputa por uma cadeira no Senado quando estava filiado ao PPB.